# João Bonfim
João Evilásio Vasconcelos Bonfim, conhecido popularmente como João Bonfim (Brumado, 5 de agosto de 1953) é um político brasileiro. Foi cinco vezes eleito deputado estadual pelo estado da Bahia. 

## Origem e formação
João Bonfim nasceu em 1953 na cidade baiana de Brumado. É filho de José Bonfim da Silva e Maria de Lourdes Vasconcelos Bonfim. É casado com Jussara Sony de Castro Lino Bonfim com quem tem três filhos: João Vitor, Bruno e Guilherme.
Em 1965, concluiu o ensino fundamental no Colégio Getúlio Vargas em Brumado e mudou-se pra a cidade de Bom Jesus da Lapa, onde, em 1969, concluiu o ensino médio. Em 1980, se formou como técnico em contabilidade se revezando entre colégios de Brumado e Guanambi. Formou-se em Administração de Empresas. É formado também em direito pela União Metropolitana de Educação e Cultura (Unime) e pós-graduado em Administração de Gestão Pública Municipal pela Universidade do Estado da Bahia (Uneb).

## Carreira política
João Bonfim foi eleito deputado estadual na Bahia em cinco oportunidades: 1995–1999, 1999–2003, 2003–2007 pelo Partido Trabalhista Brasileiro (PTB); 2007 –2011 pelo Partido da Frente Liberal (PFL); 2011-2015 pelo Partido Democrático Trabalhista (PDT), porém renunciou em 15 de julho de 2014 para assumir o cargo de conselheiro do Tribunal de Contas do Estado da Bahia (TCE); vice-prefeito de Guanambi, também pelo PTB, para o mandato de 1997–2000, mas não assumiu.
Filiação partidária
PTB, 1988 – setembro de 2003; Partido de Representação Popular (PRP), setembro de 2003 – Janeiro de 2005; Partido Humanista da Solidariedade (PHS), Fevereiro de 2005 – outubro de 2005; Partido da Frente Liberal (PFL), outubro 2005 – 2006; Democratas (DEM), março 2007 – setembro de 2008 e PDT, outubro 2009 – 2014.
Atividade parlamentar
Na Assembleia Legislativa do Estado, João Bonfim assumiu cargos importantes, como o de 2° vice presidente da mesa diretora (2001 – 2003), suplente deste mesmo cargo entre 1999 – 2005; presidente de comissões, como Comissão Especial do Rio São Francisco (2003 – 2004) e da Comissão Especial de Assuntos Territoriais e Emancipação (2007-2014). Em 2014, foi nomeado conselheiro do Tribunal de Contas da Bahia, renunciando ao cargo de deputado estadual em 15 de agosto do mesmo ano. 